# Ennskraftwerke AG
Die Ennskraftwerke AG wurde 1947 gegründet. Der Sitz der Gesellschaft befindet sich in der oberösterreichischen Statutarstadt Steyr. Eigentümer sind je zur Hälfte die Verbund AG und die Energie AG Oberösterreich.

## Geschichte
Der Bau der Hermann-Göring-Werke (HGW) Ternberg, Rosenau und Garsten wurde während der NS-Zeit vorangetrieben. Am 14. August 1939 wurde das Bauvorhaben Untere Enns zum „bevorzugten Wasserbau“ erklärt. Die Pläne wurden nach Kriegsbeginn jedoch im April 1940 zugunsten des geplanten Blitzkrieges geändert und alle jene Arbeiten eingestellt, die längere Zeit benötigt hätten. Nach monatelangen Auseinandersetzungen, in die neben Hermann Göring auch Reichsminister Todt verwickelt war, begannen konkrete Bauarbeiten am Wasserkraftwerk Ternberg schließlich am 10. Oktober 1941. Die wasserrechtliche Bewilligung erfolgte am 9. März 1942. Mit Bescheid vom 14. November 1942 wurde die Auflassung der Flößerei verfügt. Nach Angaben der VÖEST, die 1945 als Rechtsnachfolger der HGW auch die Baustelle des Kraftwerkes Ternberg in Besitz hatte, waren bis Kriegsende 80 % der erforderlichen Bauarbeiten am Kraftwerk Ternberg umgesetzt. Der Bau der Ennskraftwerke erfolgte von Mai 1942 bis September 1944 in einem Außenlager des KZ Mauthausen in NS-Zwangsarbeit durch zahlreiche ausländische männliche und weibliche Zivilarbeiter, Kriegsgefangene, KZ-Häftlinge, österreichische und ungarische Juden, Häftlinge von Arbeitserziehungslagern und österreichische Sinti und Roma.
Durch die Kriegswirren gingen die meisten Kraftwerke aber erst nach dem Krieg, als die Enns die Grenze der amerikanischen und sowjetischen Besatzungszone bildete, in Betrieb. Ab den 1960ern erfolgte eine weitere Ausbauphase.

## Kraftwerke
Die Ennskraft betreibt insgesamt vierzehn Standorte, davon zwölf an der Enns und zwei an der Steyr. Sie nutzt damit das Wasserangebot eines Einzugsgebietes von 6080 km². Die durchschnittliche jährlichen Gesamterzeugung beträgt rund 1900 GWh, dies entspricht einer mittleren Leistung von 215 MW und dem Bedarf von rund 500.000 Haushalten.
| Kraftwerk          | Fluss | Baujahr          | Engpassleistung (MW) | Jahresarbeitsvermögen (GWh) | Maschinensätze |
| ------------------ | ----- | ---------------- | -------------------- | --------------------------- | -------------- |
| Schönau            | Enns  | 1972             | 29,8                 | 122,8                       | 2              |
| Weyer              | Enns  | 1969             | 36,8                 | 159,7                       | 2              |
| Grossraming        | Enns  | 1950             | 72,3                 | 270,7                       | 2              |
| Losenstein         | Enns  | 1962             | 39,4                 | 170                         | 2              |
| Ternberg           | Enns  | 1949             | 40,4                 | 169,7                       | 2              |
| Rosenau            | Enns  | 1953             | 34,35                | 145,5                       | 2              |
| Garsten-St. Ulrich | Enns  | 1967             | 35,3                 | 157                         | 2+1            |
| Staning            | Enns  | 1946             | 43,2                 | 203,2                       | 3              |
| Mühlrading         | Enns  | 1948             | 24,8                 | 111,8                       | 4              |
| Thurnsdorf         | Enns  | 1964             | 2,9                  | 15,3                        | 2              |
| St. Pantaleon      | Enns  | 1965             | 50,8                 | 239                         | 2              |
| Enns               | Enns  | 1964, 2015       | 0,9                  | 6,95                        | 1              |
| Klaus              | Steyr | 1975             | 19,6                 | 74                          | 2              |
| Pichlern           | Steyr | 1924, 1970, 2005 | 2,36                 | 13                          | 2              |

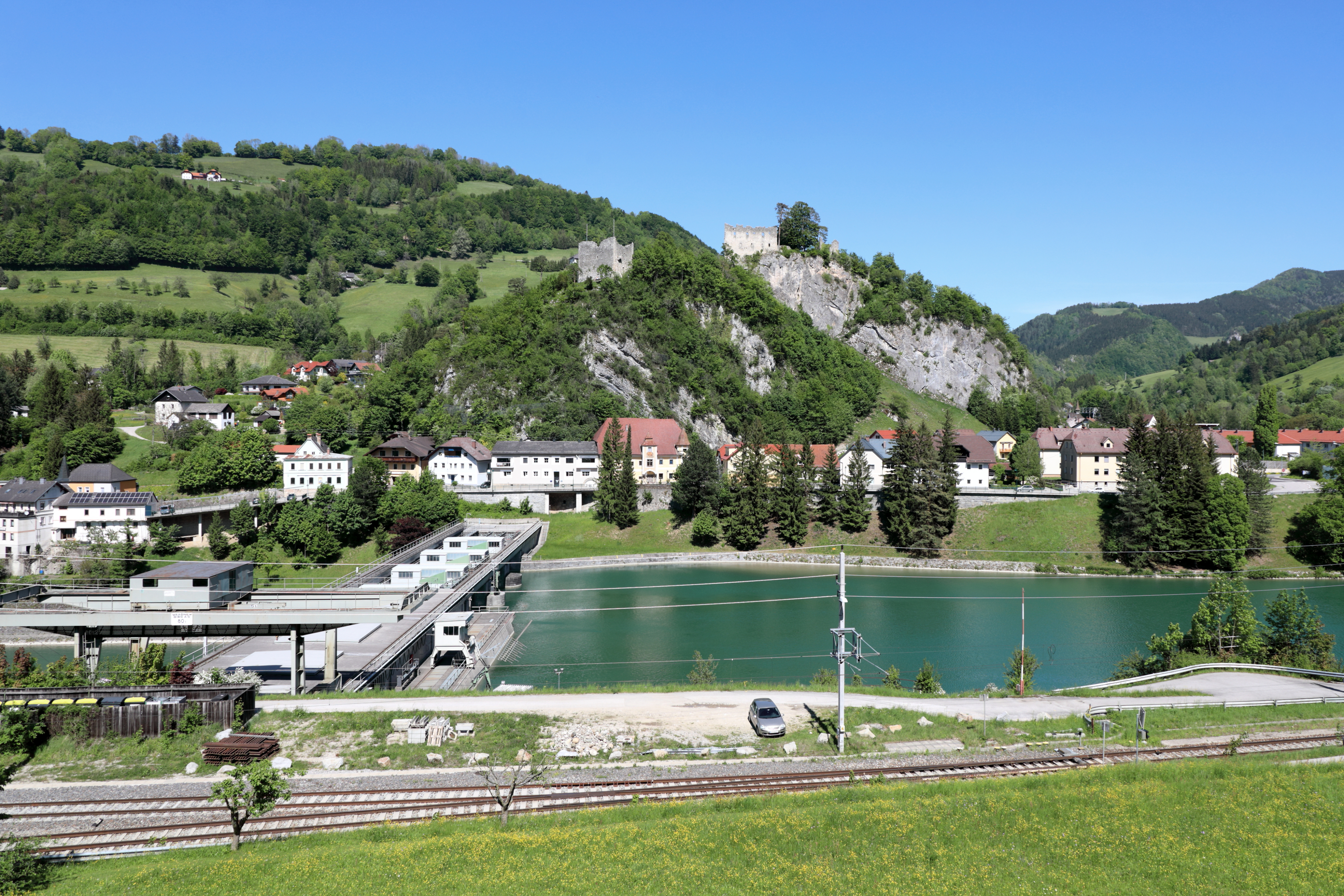
Kraftwerk Losenstein mit der Burgruine im Hintergrund
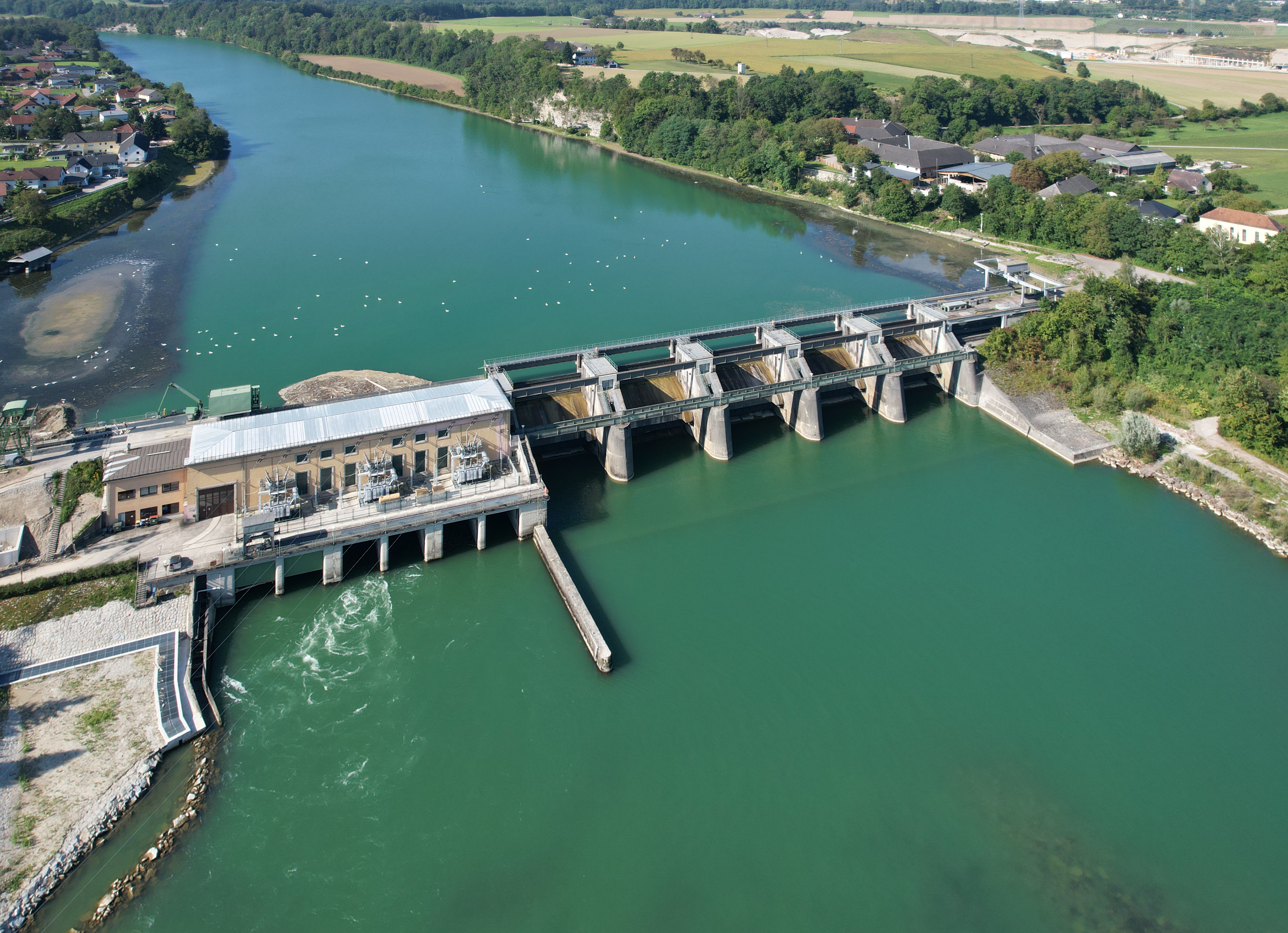
Kraftwerk Staning zwischen Dietach und Haidershofen
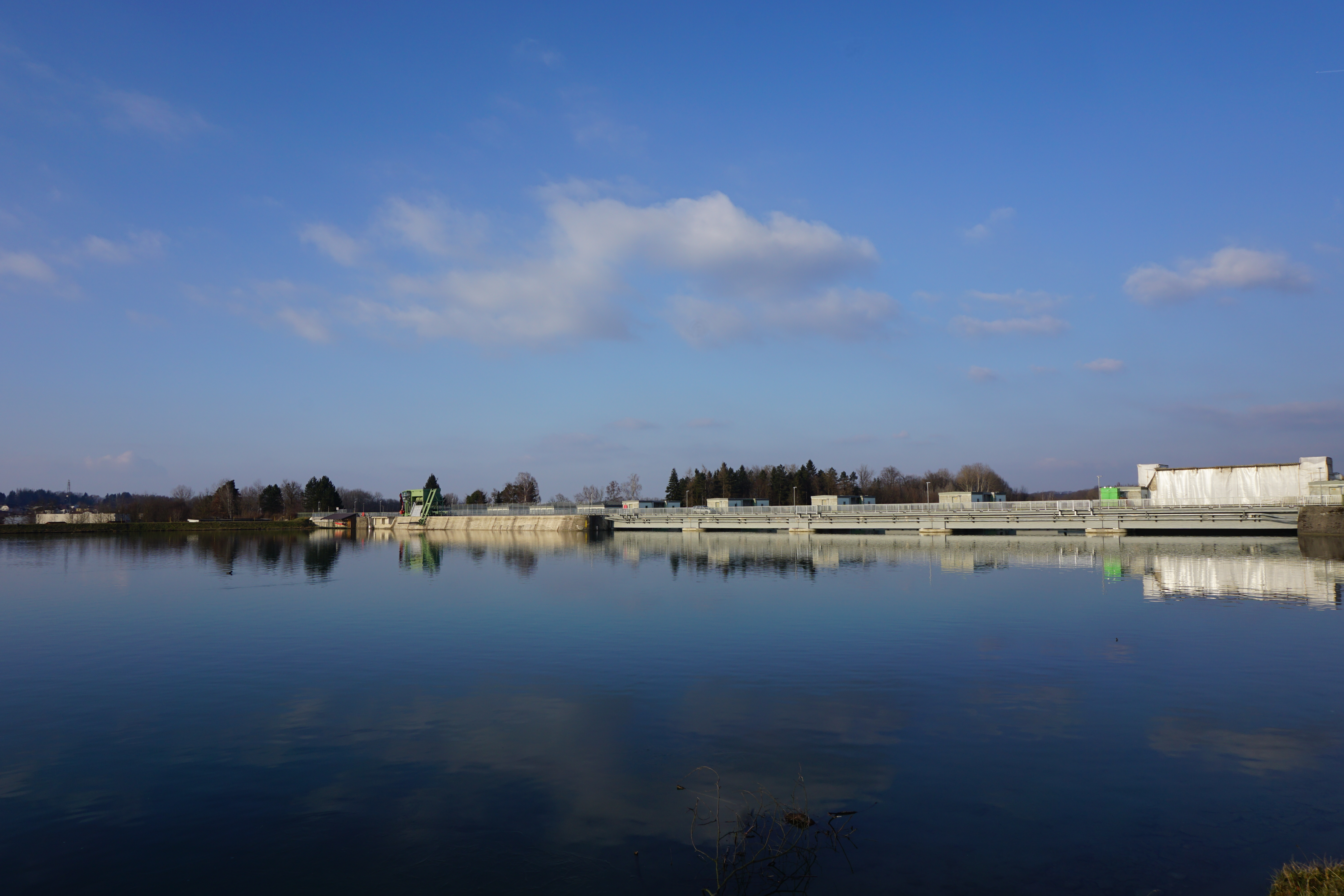
Oberwasserseitiger Stauraum vom Kraftwerk Mühlrading zwischen Ernsthofen und Kronstorf
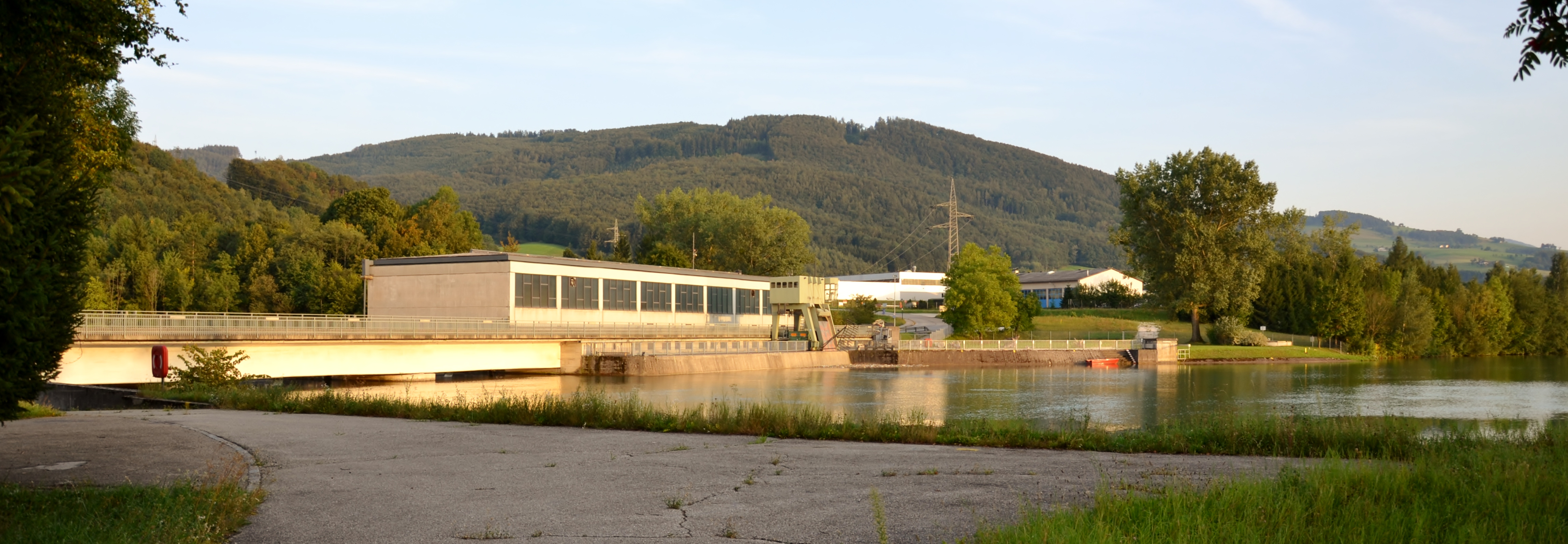
Oberwasserseitiger Stauraum vom Kraftwerk Garsten, linksufrig aufgenommen. Am Bild erkennt man von links beginnend: Einlauf in drei Wehre, Maschinenhalle für die beiden Turbinen, Anlage zur Räumung von Treibgut
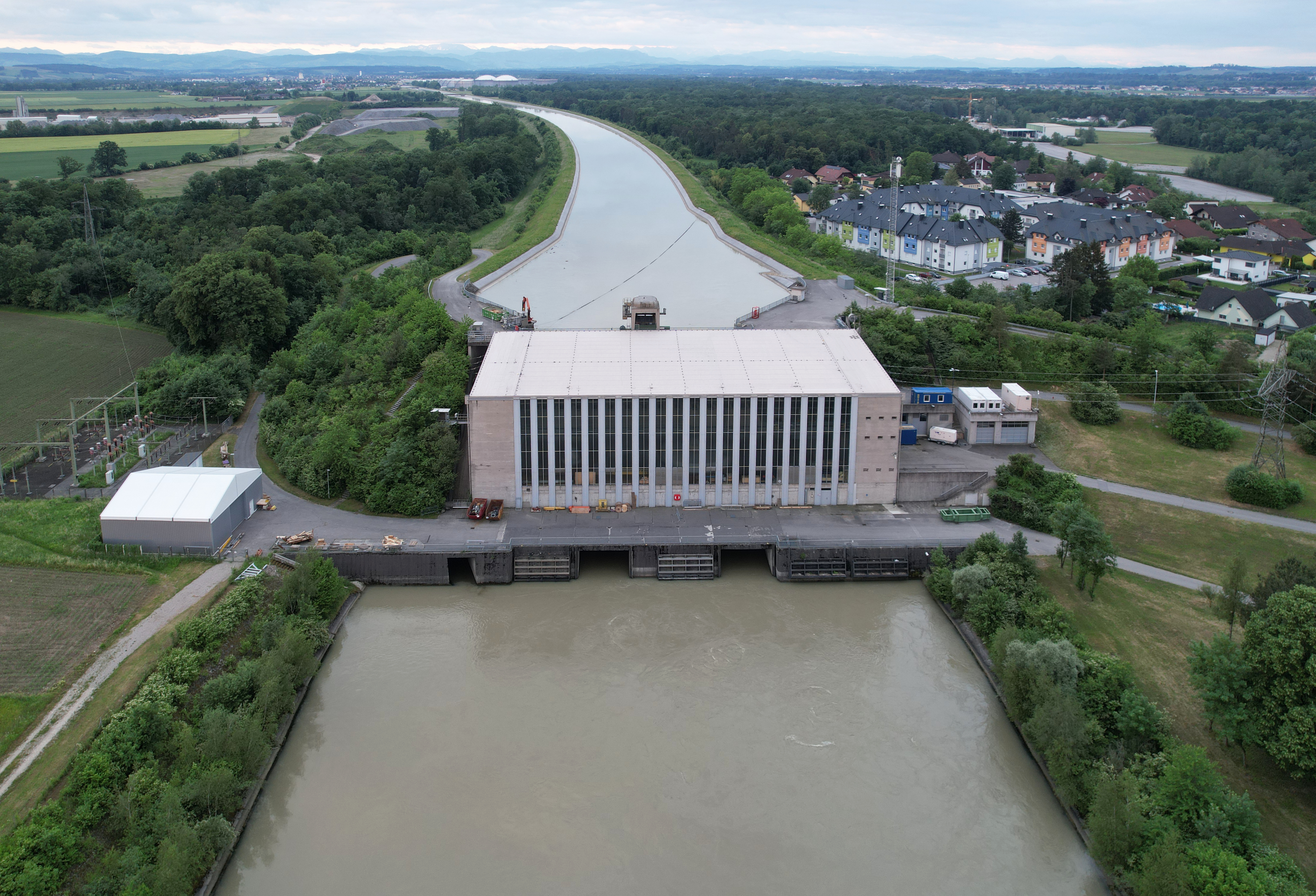
Kraftwerk St. Pantaleon

### Schwallbetrieb
Die Kraftwerkskette wird im Schwallbetrieb betrieben, d. h. dass die kumulierte Stromproduktion an Wochentagen in der Zeit von 6:00 bis 23:00 etwa um das vierfache höher ist als in der Nacht. Dabei wird in der Kraftwerken der Oberstufe das Wasser in der Nacht leicht angestaut und bei Tag vermehrt abgelassen. So ist es möglich trotz nahezu gleichmäßigen Zufluss von Wasser die Stromproduktion bei Tag zu verstärken. Gegebenenfalls sollte man auch als Badender oder Wassersportler darauf Rücksicht nehmen, da plötzlich eine erhöhte Strömung auftreten kann.

### Bahnstromerzeugung
In den Kraftwerken Weyer und St. Pantaleon wird mit jeweils einem der beiden Maschinensätze Strom für das Bahnstromnetz der ÖBB erzeugt.
Die Bahnstromleistung in Weyer beträgt 18 MW, jene in St. Pantaleon 25 MW.